# Exetastes degener
Exetastes degener là một loài tò vò trong họ Ichneumonidae.